# Arnold-Bergstraesser-Institut

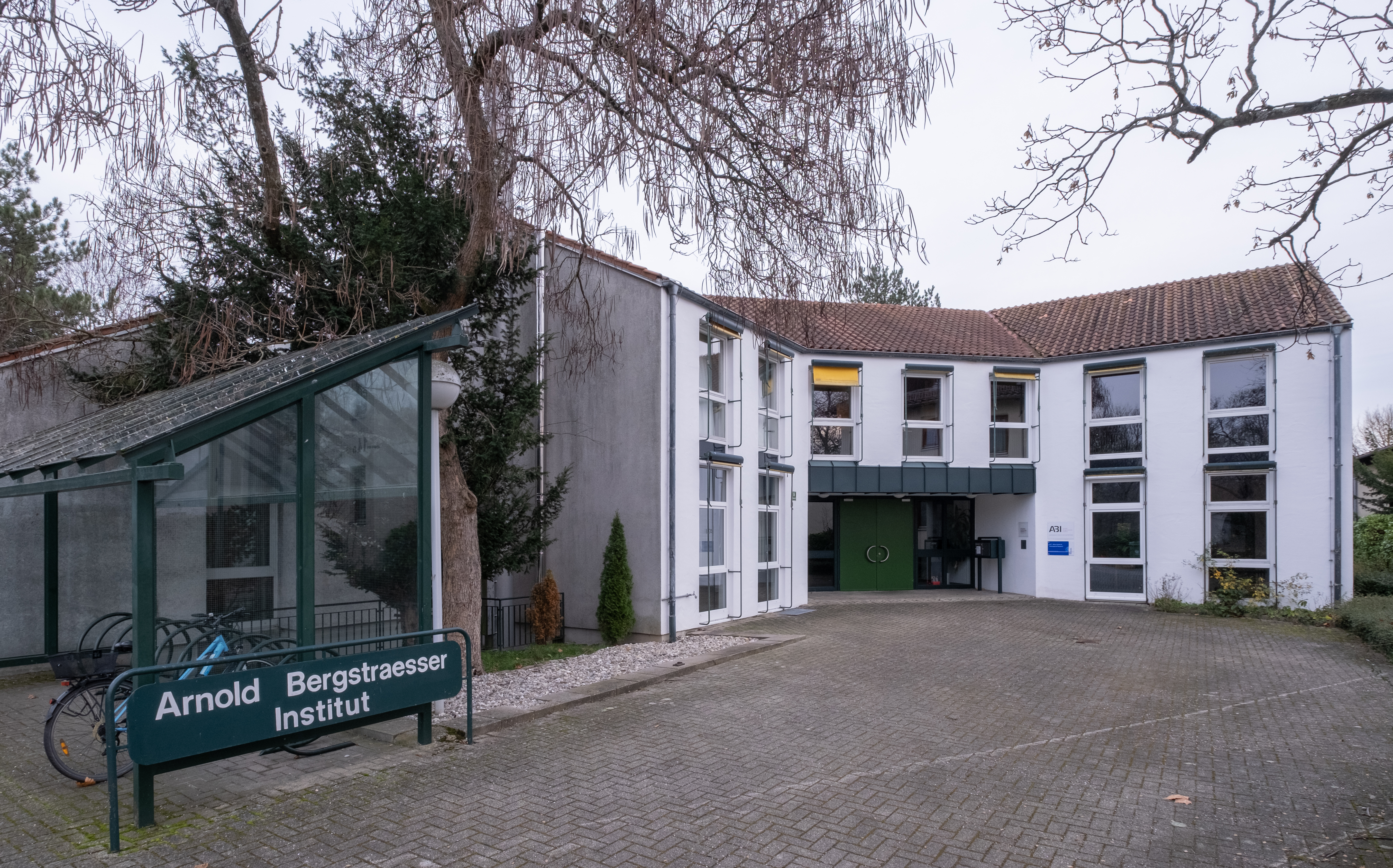
ABI in Freiburg im Breisgau

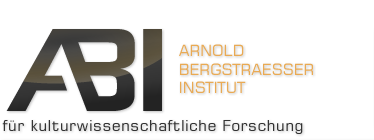
Logo des ABI

Das Arnold-Bergstraesser-Institut für kulturwissenschaftliche Forschung (ABI) ist ein 1960 gegründetes unabhängiges Forschungsinstitut mit Sitz in Freiburg im Breisgau. Es forscht zu Politik und Gesellschaft in Afrika, Asien, Lateinamerika und Nahost in den Themenbereichen Konflikt und Migration, Staat und Governance sowie Ressourcenpolitik. Neben der Forschung gehört auch der Wissenstransfer in die breitere Öffentlichkeit und in die entwicklungspolitische Praxis zu den Aufgaben.
Der Rechtsform nach ist das Institut ein eingetragener Verein. Das Institut erhält eine Grundfinanzierung vom Land Baden-Württemberg. In Forschung und Lehre besteht eine enge Kooperation mit der Universität Freiburg. Seit 2008 ist das Institut ein „An-Institut“, seit 2015 ist der Direktor – gegenwärtig Andreas Mehler – gleichzeitig Professor für Entwicklungstheorien und Entwicklungspolitik an der Universität Freiburg.
Das Institut verfügt über eine der größten Spezialbibliotheken zur Entwicklungsländerforschung in der Bundesrepublik Deutschland. Die Präsenzbibliothek ist öffentlich zugänglich.

## Forschung
Das Institut vertritt einen komparativen Forschungsansatz und widmet sich vorrangig der sozio-politischen Analyse von Phänomenen in den Regionen Afrika, Asien, Mittlerer Osten und Lateinamerika. Die thematischen Schwerpunkte der empirisch ausgerichteten Grundlagenforschung liegen hier im Besonderen in den Bereichen / in der Auseinandersetzung mit Fragen der Macht, staatliche Institutionen und soziale Konflikte mit der Berücksichtigung von relevanten Kontextaspekten (kulturelle, historische, wirtschaftliche etc.). Ziel des Instituts ist es hierbei, ein grundlegendes Wissen/Verständnis in drei thematischen Clustern zu generieren:
- Origins, Results and Management of Ethno-Religious Conflicts
- State and Governance
- The Politics of Natural Resources

## Wissenstransfer
Das Institut ist einem Forschungsansatz verpflichtet, der auf Praxisnähe und Praxisrelevanz großen Wert legt. Daher beteiligt sich das Arnold-Bergstraesser-Institut an öffentlichen Veranstaltungsreihen und organisiert selbst Vorträge und Fachkonferenzen. Mitarbeiter sind in diversen Beiräten von Organisationen vertreten und geben dort ihre Expertise genauso weiter wie in Interviews und Hintergrundberichten in Qualitätsmedien.
Das Institut betreibt forschungsbasierte Politikberatung. Beratungsaufträge (z. B. Evaluierungen) werden durchgeführt, wenn sie Synergien mit der eigenen Forschung aufweisen.

## Lehre
Die Ausbildung der Nachwuchswissenschaftler ist ein weiterer Schwerpunkt der Arbeit und erfolgt in enger Kooperation mit der Universität Freiburg. Neben universitären Lehrveranstaltungen führt das Arnold-Bergstraesser-Institut regelmäßig Vorträge und Kolloquien durch.

## Institutsstruktur und Wissenschaftliche Mitarbeiter
Direktor ist seit 2015 Andreas Mehler. Ein Trägerverein berät den Direktor in wissenschaftlichen und organisatorischen Fragen. Außerdem steht dem Institut ein Beirat im Umgang mit der breiteren Öffentlichkeit zur Seite.
Das Institut besteht aus einem festen Stamm wissenschaftlicher Mitarbeiter sowie Personal in Verwaltung und Bibliothek. Doktoranden, Personal in Drittmittelprojekten und Stipendiaten sind fester Bestandteil des Arnold-Bergstraesser-Institut-Teams.
Die Bibliothek gehört mit über 80.000 Büchern und etwa 320 Fachzeitschriften zu den bedeutendsten Spezialbibliotheken in der Bundesrepublik Deutschland zu Gesellschaft, Kultur und Politik in Afrika, Asien, Lateinamerika und Nahost. Dabei decken die Bestände insbesondere die Arbeits- und Forschungsschwerpunkte des Instituts ab. Zudem finden sich grundlegende Werke der Sozialwissenschaften, Ökonomie, Religionswissenschaft und Philosophie und nicht zuletzt viele Werke aus den Ländern selbst. Die Bibliothek ist der Öffentlichkeit zugänglich.

## Geschichte
Das Institut wurde 1960 von dem Politikwissenschaftler Arnold Bergstraesser gegründet. Danach wurde es entscheidend durch seine langjährigen Direktoren Dieter Oberndörfer und Theodor Hanf geprägt. Ihnen folgten Jürgen Rüland, Heribert Weiland und Reinhart Kößler.
Im Jahr 2006 wurde das Institut im Rahmen des von der Bundesregierung und der deutschen Wirtschaft initiierten Wettbewerbs als einer von „365 Orten im Land der Ideen“ ausgezeichnet.
Die Bedeutung des Instituts misst sich u. a. an den zahlreichen ehemaligen Mitarbeitern, die inzwischen an deutschen oder ausländischen Universitäten oder Forschungsinstitutionen tätig sind oder waren – so Hermann Avenarius und Patrick V. Dias in Frankfurt, Gerald Braun, Jakob Rösel und Nikolaus Werz in Rostock, Michael Fremerey in Kassel, Theodor Hanf in Freiburg und Beirut, Franz-Wilhelm Heimer in Lissabon, Gottfried-Karl Kindermann in München, Manfred Mols und Gerd Mielke in Mainz, Hans Weiler in Stanford, Paris und Frankfurt/Oder, Jürgen Rüland in Freiburg und Jürgen H. Wolff in Bochum.

## Publikationen
Das Institut veröffentlicht seine wichtigsten Forschungsergebnisse, wenn möglich in hochrangigen referierten Zeitschriften und in renommierten Buchreihen. Die hauseigene Working Paper Series unterstützt dieses Vorhaben. Mit dem Internationalen Asienforum (International Quarterly for Asian Studies) publiziert das Institut eine wichtige referierte Fachzeitschrift der Asienforschung. An der Herausgabe der hochrangigen Area-Zeitschrift Africa Spectrum ist das Institut beteiligt. In Buchreihen, die Institut teilweise selbst verlegt, werden geeignete Manuskripte aus dem Umfeld des Institut veröffentlicht.
Die Forschungsergebnisse werden in Fachzeitschriften, Monographie und zum Teil in eigenen Reihen veröffentlicht. Mit der Zeitschrift Internationales Asienforum (International Quarterly for Asian Studies) gibt das Institut ein thematisches Periodikum heraus.
Das Institut gibt folgende Fachzeitschriften und Buchreihen heraus:
- International Quarterly for Asian Studies (vorher: Internationales Asienforum)
- Arnold-Bergstraesser-Institut Working Papers
- Mitherausgeberschaft des Africa Spectrum
- Buchreihen: Freiburger Beiträge zu Entwicklung und Politik – Freiburger Schriften zur Politikwissenschaft – Entwicklungstheorie und Entwicklungspolitik – Studien zu Ethnizität und Demokratie (zusammen mit Nomos / Bloomsbury Publishing)

Weiterhin erscheinen die Forschungsergebnisse des Arnold-Bergstraesser-Institut als Beiträge der Institutsmitarbeiter in Fachzeitschriften oder Sammelbänden.